# Каргарка нільська
{{#ifeq:0|0|{{#if:|{{#if:Alopochenaegyptiaca|[[]}}|}}}}
Каргарка нільська або гуска єгипетська (Alopochen aegyptiacus) — вид птахів родини качкових, єдиний живий представник роду Alopochen. Первісним ареалом є Африка, проте завезений як декоративний птах у багато країн, у результаті чого місцями утворилися напівприродні популяції. В Європейському Союзі включено до офіційного переліку чужорідних інвазійних видів.

## Опис
Довжина тіла 63—73 см, розмах крил 134—154 см, маса 1,1—4 кг. Самець і самка забарвлені однаково, самці дещо більші. Крила зверху рудувато-червоні або коричневі з м'яким чорним відтінком. Добре виражено «дзеркальце» металево-зеленого кольору. Нижній бік крил білий — він контрастує з чорним і темно-зеленим пір'ям. Груди та черево ясно-гірчичного кольору з легкою хвилею. Хвіст чорний. Голова з характерною коричневою маскою навколо очей, що починається біля основи дзьоба.

## Поширення та місця існування
У гніздовий період цей вид є широко поширеним в Африці, де зустрічається головним чином вздовж долини Нілу на південь від Сахари. У позагніздовий період поширений ширше, оскільки здійснює дальні переміщення на північ до аридних умов Сахелю.
Населяє різноманітні навколоводні біотопи, нерідко у досить посушливих місцевостях. Переважно це водосховища, озера, ставки, долини річок, болота, очисні споруди, естуарії та острови вздовж морського узбережжя.
Був завезений в Європу як декоративний птах та станом на початок XXI ст. існують напівдикі популяції у Великій Британії, Данії, Нідерландах, Бельгії, Франції, Німеччині, Італії. Популяція у Великій Британії почала формуватися у XVII ст., а з 1971 року вид включено до списку орнітофауни країни. Також єгипетських гусей було завезено на інші континенти — вони гніздяться в окремих місцях у США (Техас, Флорида), а також в Новій Зеландії.

## Гніздування

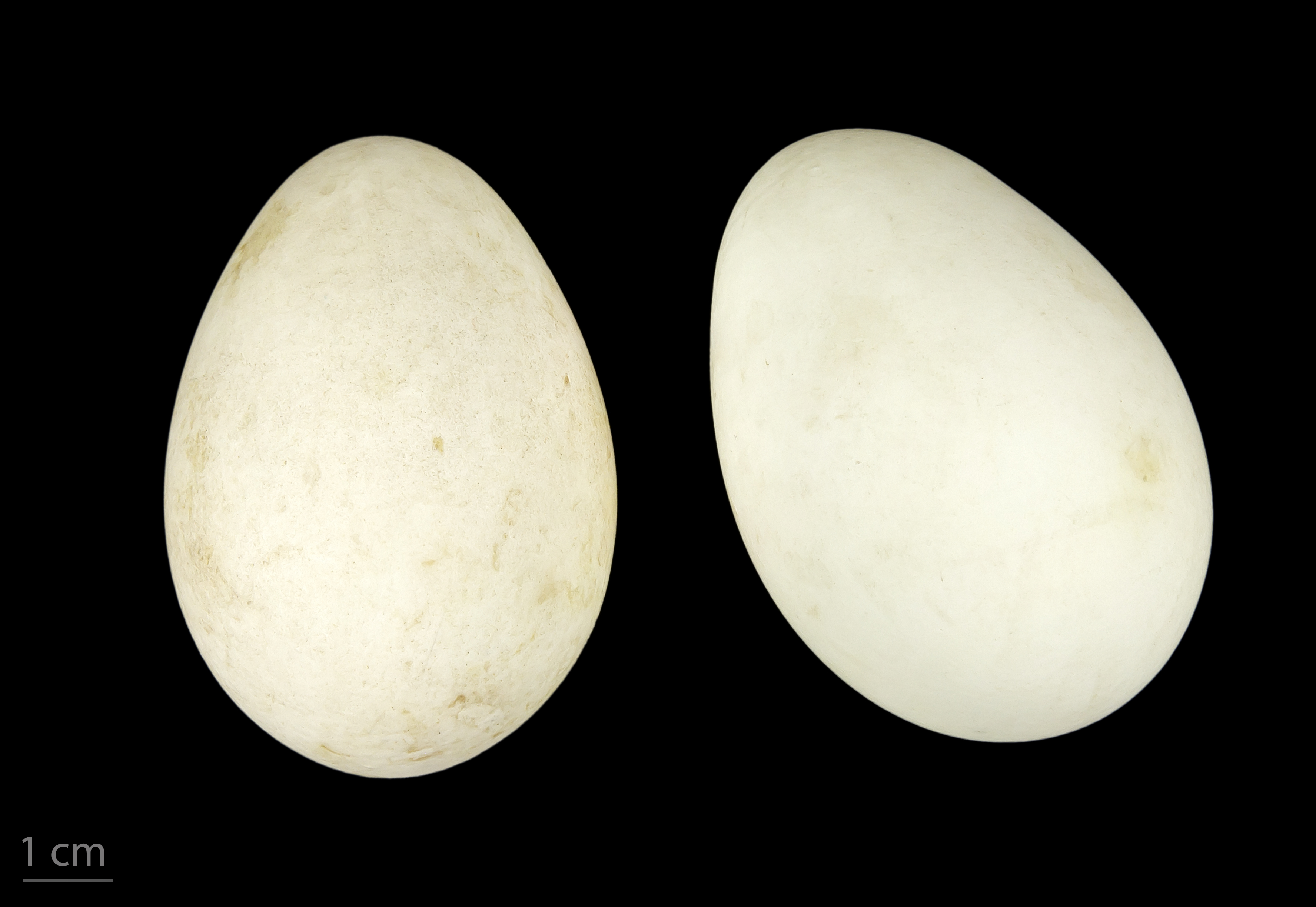
Яйця в оологічній колекції

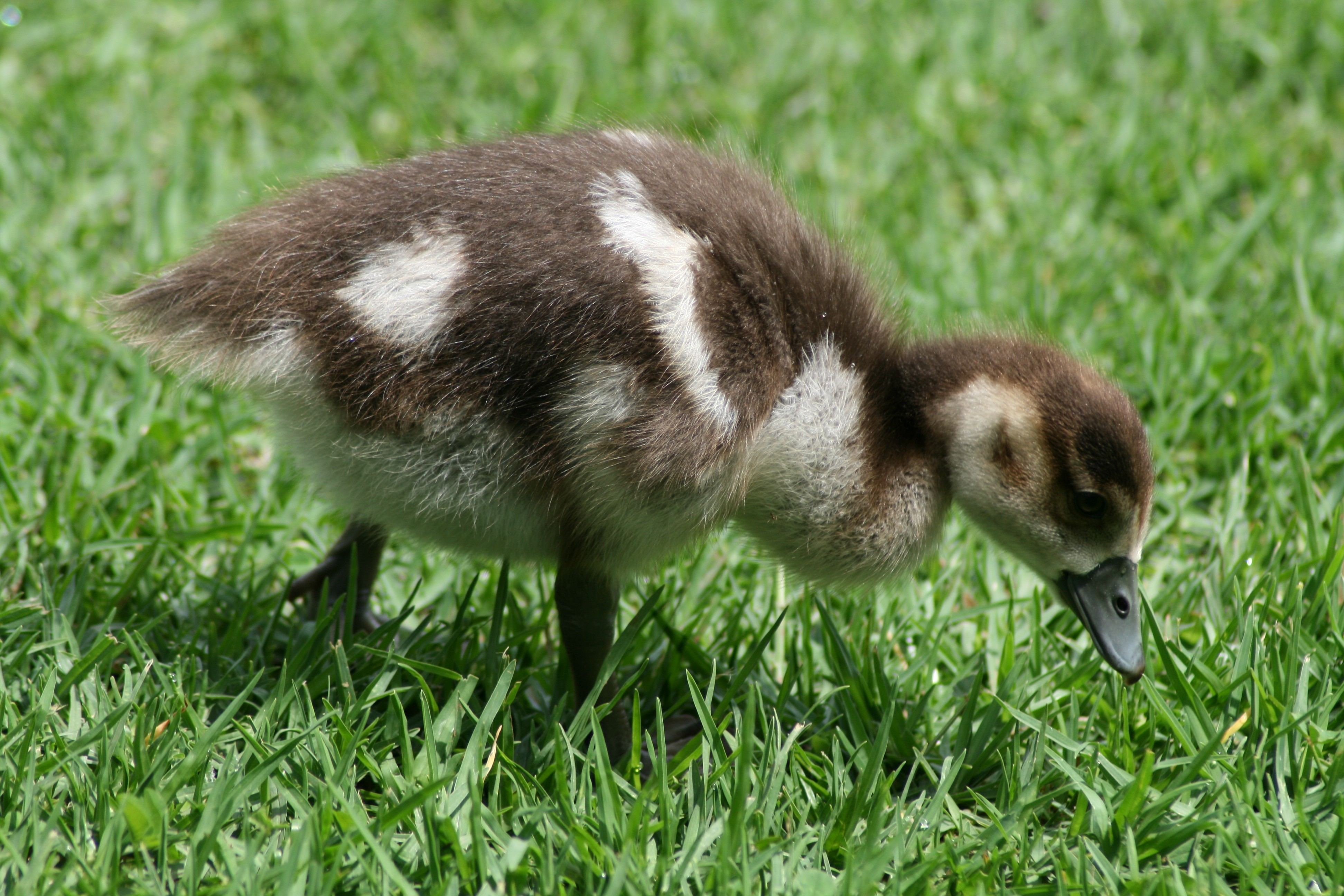
Пухове пташеня

Пари постійні.  У гніздовий період птахи дуже агресивні стосовно особин свого, а також інших видів. Період гніздування дуже розтягнутий в різних частинах Африки. Гніздо — пласка споруда з рослинного матеріалу, лоток самка вистилає власним пухом. Гніздо влаштовують зазвичай недалеко від води. Місця розташування гнізд дуже різноманітні — на землі, на кущах або деревах, норах в урвищах берегів, дуплах дерев, на уступах скель, в будівлях людини, а також гніздах інших видів птахів. Кладка нараховує від 5 до 12 яєць, найчастіше 5—8. У насиджуванні беруть участь обидві статі, проте роль самки більша. Насиджування триває близько 28 діб. Молоді птахи починають літати у віці 60—75 днів.

## Живлення
Споживають їжу як на суходолі, так і у воді. Живляться переважно рослинною їжею (насіння, листя та стебла рослин, плоди наземних рослин — як дикорослих, так і культурних). Споживають також безхребетних (сарану, термітів, багатощетинкових червів).

## Значення для людини
У стародавніх єгиптян це був священний птах — його зображення зустрічається на стародавніх фресках та барельєфах. У той час існували також і одомашнені нільські каргарки, однак із занепадом давньоєгипетської цивілізації ця популяція майже зникла.
Нині у Південній Африці нільських каргарок вважають шкідниками сільського господарства. В Африці ці птахи є об'єктом полювання.
В Європі з XVII ст. нільських каргарок утримують як декоративних птахів у багатьох парках. У деяких місцях вони збільшили чисельність та витісняють аборигенні види водоплавних птахів.
Оскільки єгипетська гуска має широке поширення та значну чисельність, за критеріями МСОП належить до видів з низьким ризиком. Перебуває під охороною відповідно до Конвенції СІТЕС.

## Етимологія
Латинська назва роду походить від грец. ἀλώπηξ (alōpēx) — «лисиця» та грец. χήν (chēn) — «гуска», що пов'язано з кольором оперення. Видова назва aegyptius походить від лат. Aegyptius — «єгипетський».

## Галерея

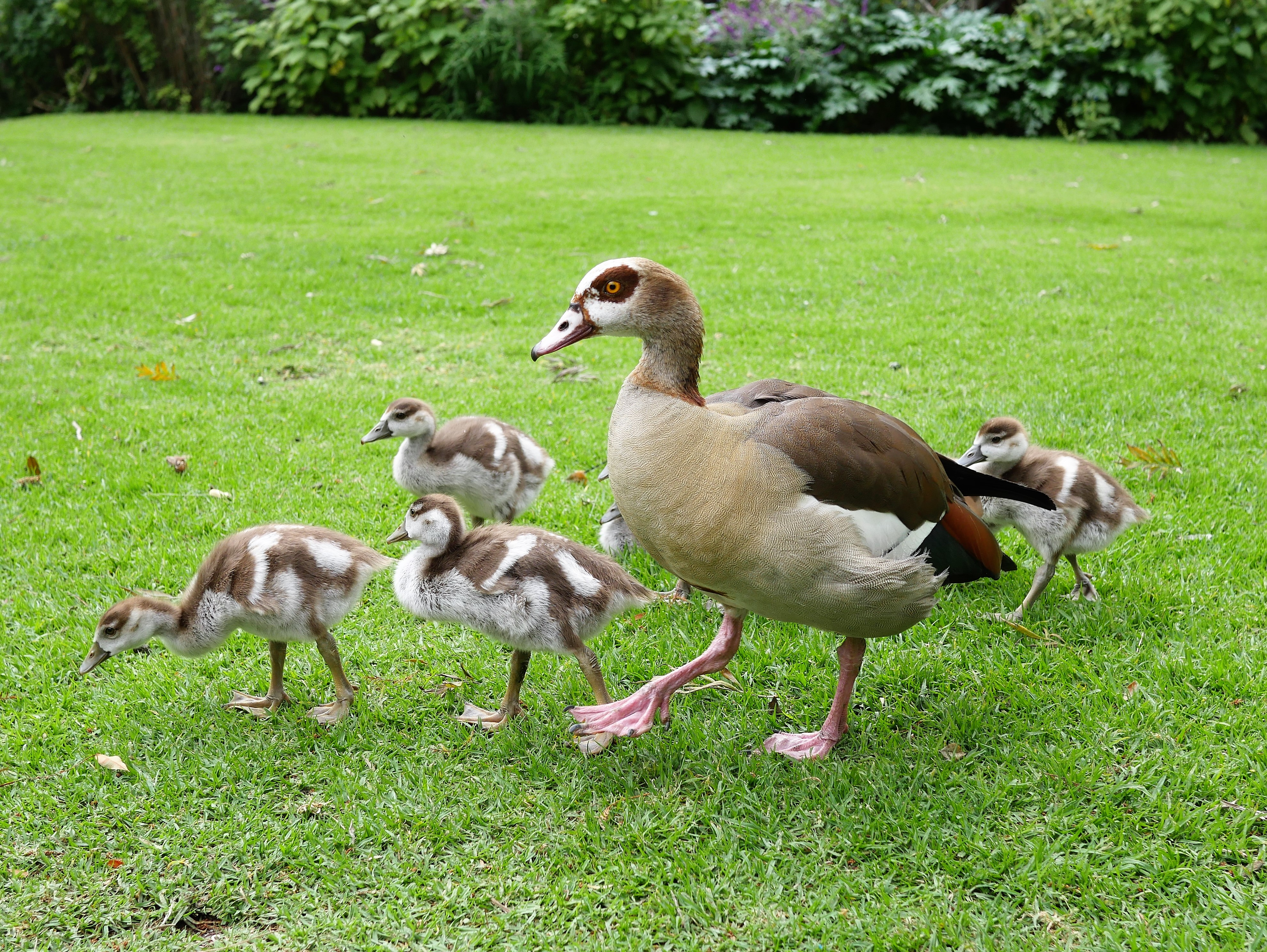
Дорослий птах із виводком
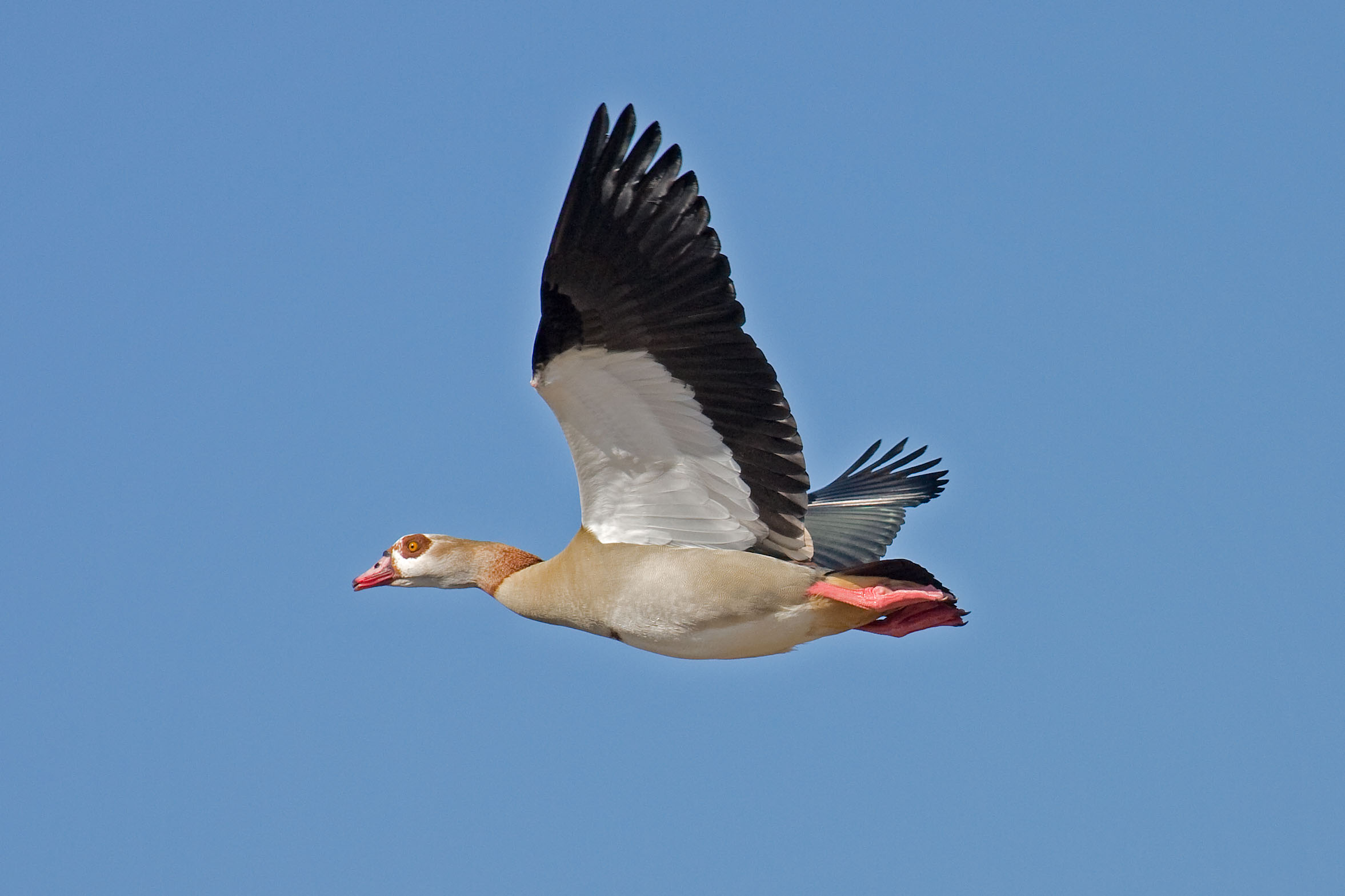
Дорослий птах у польоті
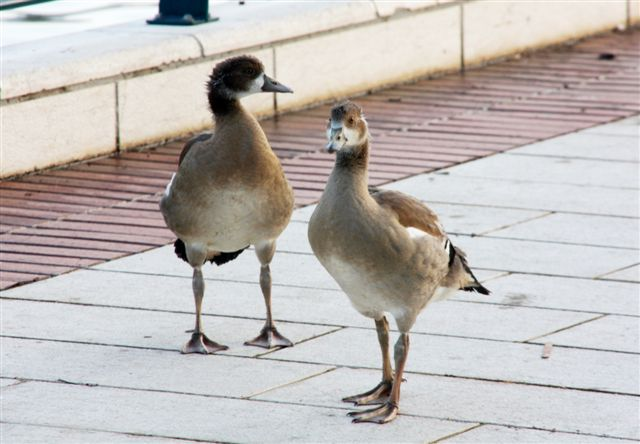
Молоді птахи
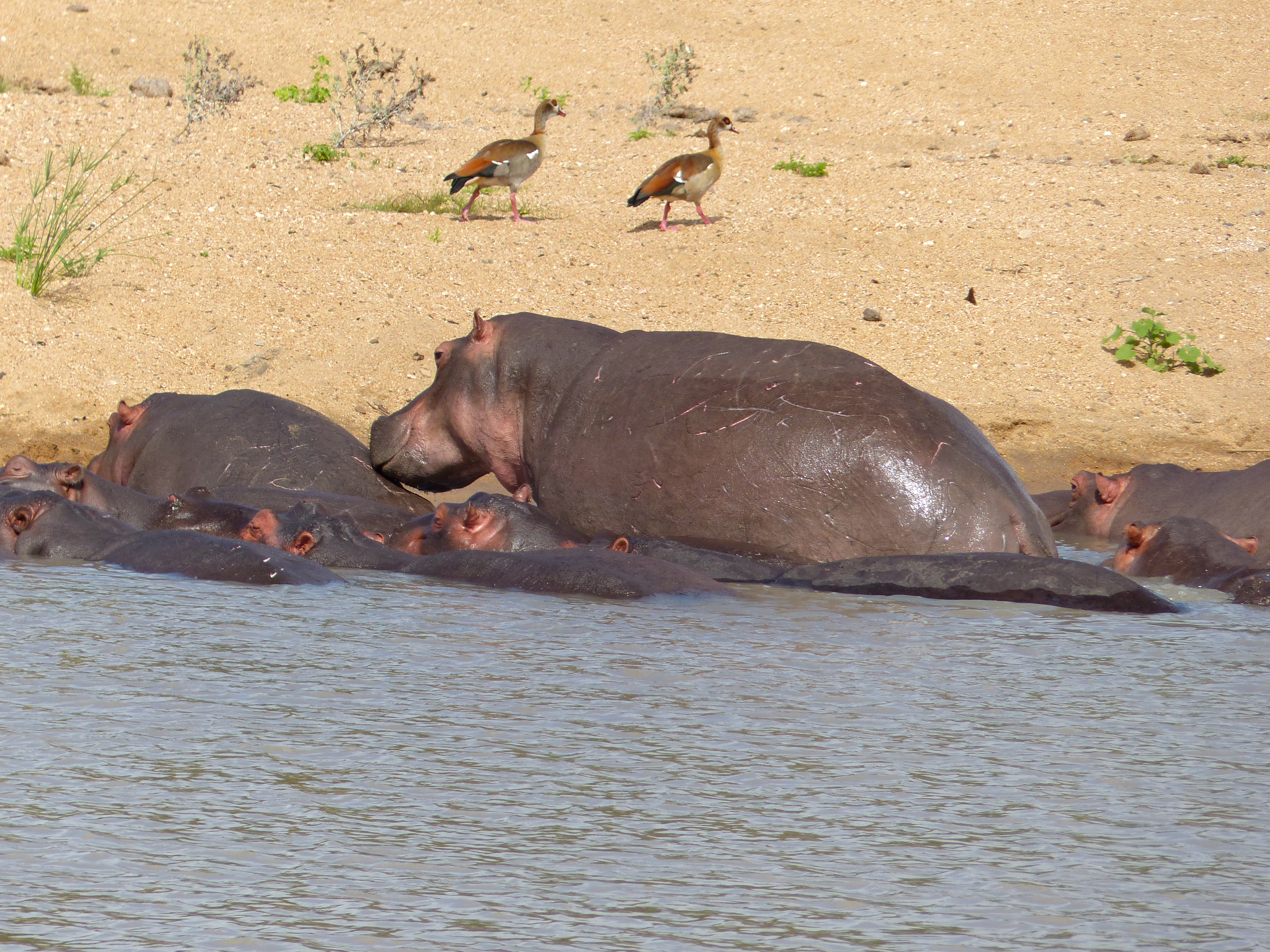
Пара птахів поруч з бегемотами, Південна Африка
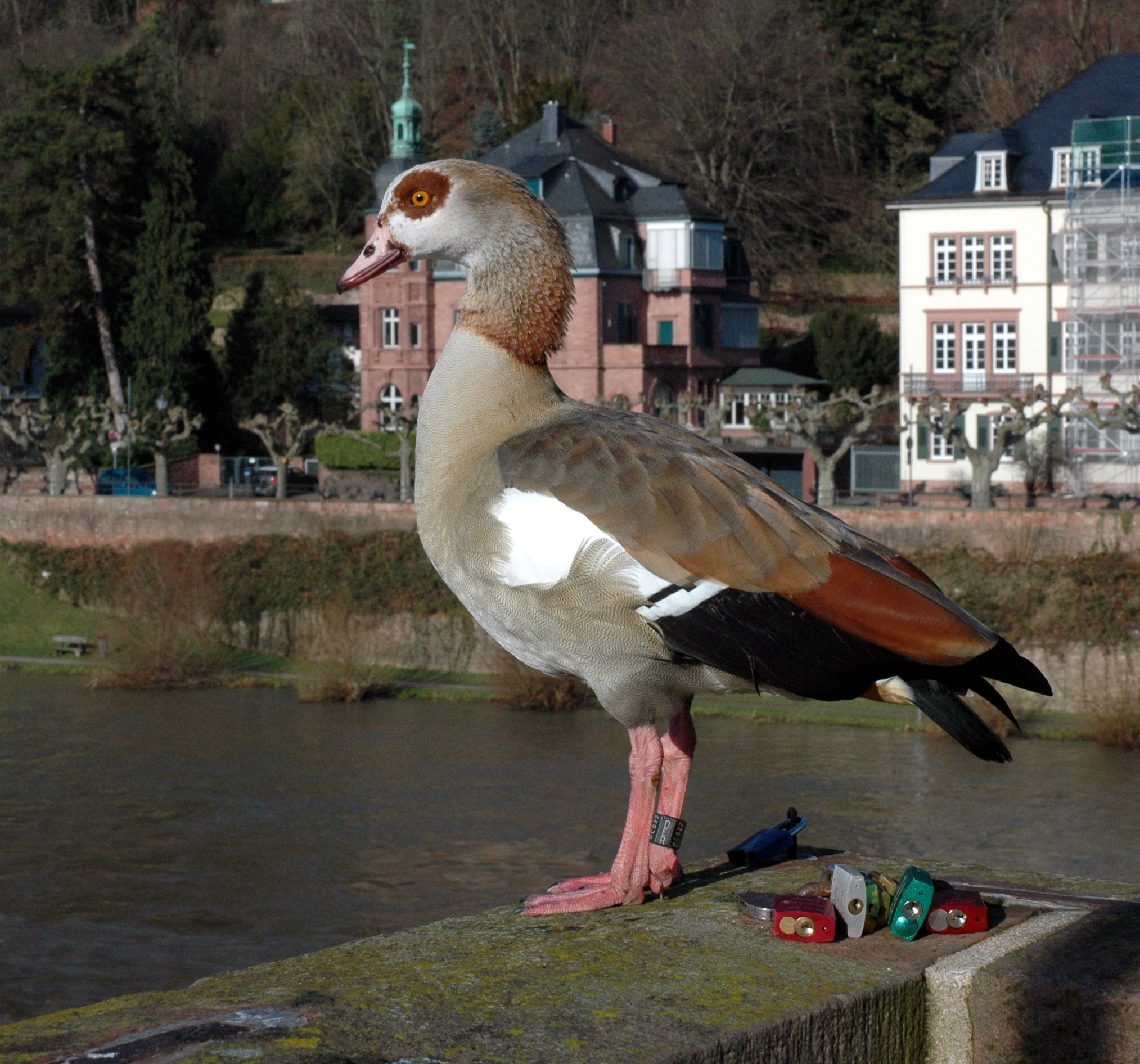
Гуска єгипетська в м. Гейдельберг, Німеччина